# Марко Бугарин
Марко Бугарин (рођен 16. августа 1999.) је црногорски професионални фудбалер. Игра као централни дефанзивац за ташкентски клуб Буњодкор.

## Фудбалске активности
Дана 11. јануара 2025. године потписао је уговор са ташкентским клубом Буњодкор, учесником Суперлиге Узбекистана.